# Sloboda
Sloboda je mogućnost samostalnog, nezavisnog djelovanja, mogućnost samoodređenja čovjeka. Sloboda se odnosi, u općenitom smislu, na tvrdnju biti »slobodan« (neograničen, nezarobljen). Francuzi su ustanovili da je stanje slobode prirođeno čovjeku radi činjenice da posjeduje dušu i svijest, s dodatkom da svaki odnos s društvom podrazumijeva donekle gubitak slobode. 
Sloboda se ne može točno definirati i svatko ju drugačije zamišlja. 
No, ideal slobode pokretač je ljudske aktivnosti, dok društveno ograničavanje slobode pojedinca mora i može biti jedino dopušteno na sprječavanju gubitka sloboda drugih jedinki. Time se ostvaruje društvena ravnopravnost, socijalna država, ali postoji opasnost od gubljenja kriterija i individualizma, poput poznate uravnilovke u komunističkim državama. 
Sloboda je često bila uzrok revolucijama. Biblija govori o tome da je Mojsije izbavio narod iz ropstva i odveo ga u Slobodu. U čuvenom govoru Martina Luthera Kinga "I Have A Dream", citirao je staru duhovnu pjesmu pjevanu od crnih američkih robova: »Napokon slobodni! Napokon slobodni! Hvala Bogu Svevišnjem napokon smo slobodni!« Sumerska klinasta riječ ama-gi, je najstariji pisani simbol koji predstavlja ideju slobode.
Vrlo često ostvarivanje slobode na nasilan način paradoksalno je s njezinom biti. Nasilje i fizički sukobi često prerastaju u rat. Rat je najveće ograničavanje individualne slobode u cilju zaštite prava veće skupine ljudi, odnosno u cilju zaštite ili uspostavljanja nekoga poretka. Od njega teži napad na ljudsku slobodu predstavlja jedino kriminal i nasilje izvan zakona.
Možda je najbolja definicija slobode - sloboda ljudskog duha. Kod tako relativnog pojma, jasno je da će sloboda za različite ljude podrazumijevati različita stanja i osjećaje.
O važnosti slobode kroz hrvatsku povijest napisano je mnoštvo knjiga i rasprava. Možda je najpoznatija oda hrvatske književnosti posvećena slobodi ona Ivana Gundulića (1589. – 1638.) “O lijepa, o draga, o slatka slobodo!” plemića, vijećnika i građanina Dubrovačke republike te možda najvećeg pjesnika hrvatskog baroka. 

## Unutarnje poveznice
- Libertas (Dubrovnik)